# Túc Lôi Ba (cây)
Túc Lôi Ba (Acer leipoense) là một loài túc, đặc hữu ở huyện Lôi Ba, Tứ Xuyên tây nam Trung Quốc. Đây là một loài nguy cấp, mọc ở độ cao 2.000–2.700 m.
Đây là một cây rụng lá cỡ nhỏ cao tới 8 m. Lá xẻ thùy nông với ba thùy, dài 9–11 cm và rộng 7–12 cm.